# San Román (Castropol)
San Román es una aldea de la parroquia de Figueras, concejo de Castropol, en la comarca del Eo-Navia, Principado de Asturias, España.